# Independencia (Táchira)
Pour les articles homonymes, voir Independencia.
Independencia est l'une des vingt-neuf municipalités de l'État de Táchira au Venezuela. Son chef-lieu est Capacho Nuevo. En 2011, la population s'élève à 36 964 habitants.

## Géographie

### Subdivisions
La municipalité est divisée en trois paroisses civiles avec, chacune à sa tête, une capitale (entre parenthèses) :
- Independencia (Capacho Nuevo) ;
- Juan Germán Roscio (El Valle) ;
- Román Cárdenas (Peribeca).